# Borneokathaai
De Borneokathaai (Apristurus platyrhynchus) is een vis uit de familie van Pentanchidae, orde van grondhaaien (Carcharhiniformes). De vis kan een lengte bereiken van 80 centimeter.

## Leefomgeving
De Borneokathaai is een zoutwatervis die voorkomt in diep water in de Grote Oceaan.

## Relatie tot de mens
De Borneokathaai is voor de visserij van geen belang. In de hengelsport wordt er weinig op de vis gejaagd.